# Pfarrhaus (Sainbach)

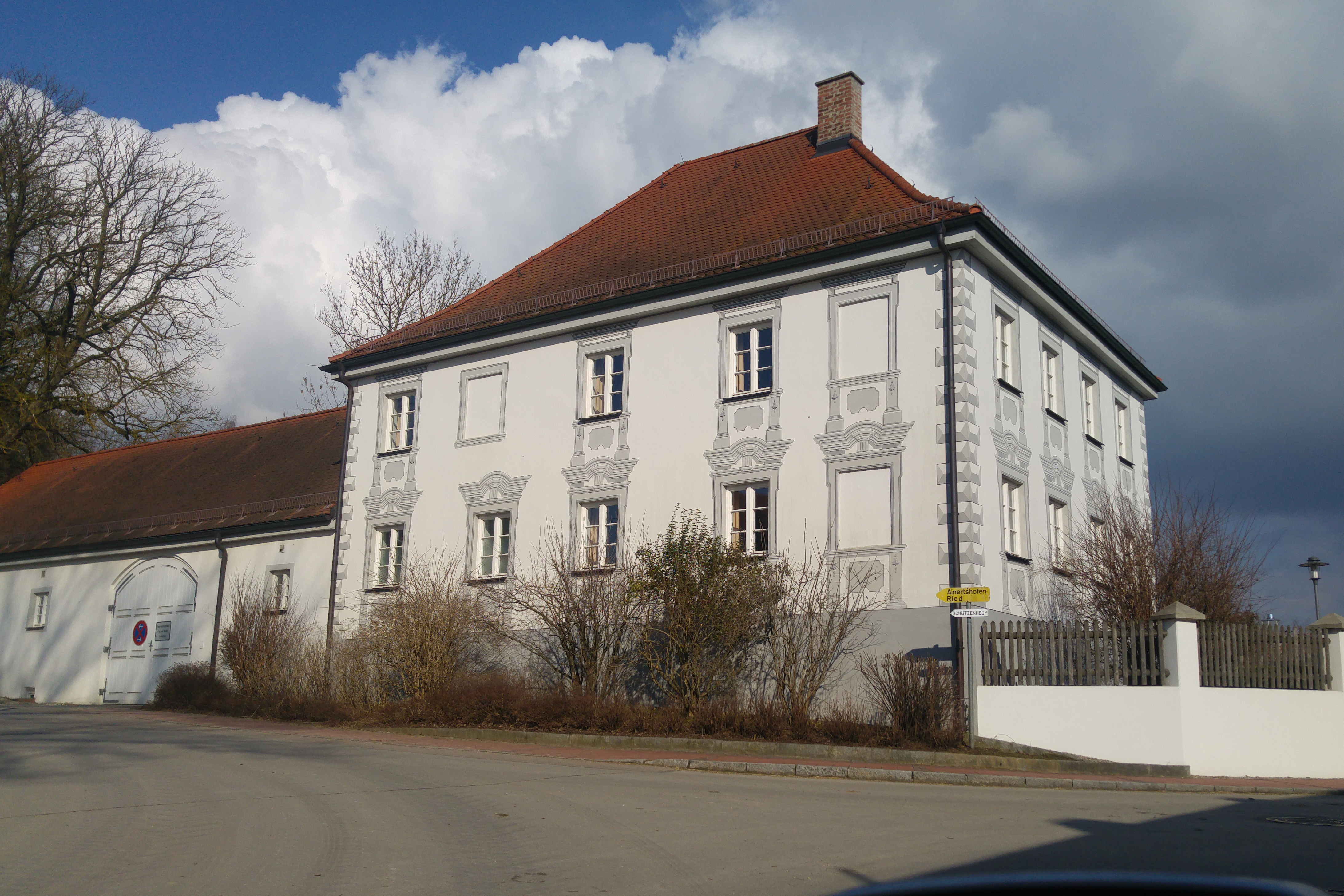
Ehemaliges Pfarrhaus in Sainbach

Das Pfarrhaus der Pfarrei St. Nikolaus in Sainbach, einem Gemeindeteil von Inchenhofen im Landkreis Aichach-Friedberg im bayerischen Regierungsbezirk Schwaben, wurde von 1770 bis 1775 errichtet. Das ehemalige Pfarrhaus an der Hauptstraße 1 ist ein geschütztes Baudenkmal.
Der zweigeschossige Walmdachbau im Stil des Barocks wurde nach Plänen von Jakob Schellhorn aus Aichach errichtet. Das Gebäude besitzt fünf zu vier Fensterachsen. Bei der Renovierung Ende der 1990er Jahre wurde die Fassadenmalerei wiederhergestellt.
Ein von Karl Ilg an der Ostseite des Grundstücks errichtetes Ökonomiegebäude wurde vor Jahren abgebrochen.